# پروپاگاندا در کره جنوبی
پروپاگاندا در کره جنوبی با پروپاگاندای گسترده کره شمالی رقیب، مقابله می‌کند یا به‌منظور تحت تأثیر قرار دادن مخاطبان داخلی و خارجی استفاده می‌شود. به گفته فیلسوف و نویسنده فرانسوی، ژاک یول، پروپاگاندا به همان اندازه‌ای در دموکراسی وجود دارد که در رژیم‌های خودکامه هست.